# Tim Bishop

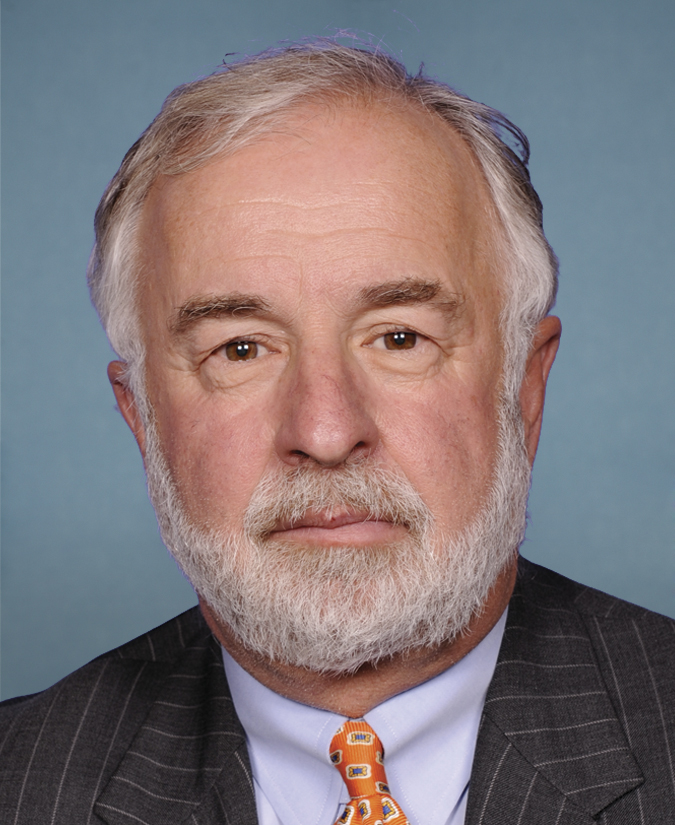
Tim Bishop

Timothy H. „Tim“ Bishop (* 1. Juni 1950 in Southampton, Suffolk County, New York) ist ein US-amerikanischer Politiker der Demokratischen Partei. Er war von 2003 bis 2015 Mitglied des Repräsentantenhauses der Vereinigten Staaten für den Bundesstaat New York.

## Biografie
Tim Bishop lebt in der zwölften Generation in Southampton auf Long Island. Er machte seinen Bachelor am College of the Holy Cross in Worcester und seinen Master an der Long Island University. Er war als Provost längere Zeit am Southampton College tätig. Insgesamt war er rund 29 Jahre am College in verschiedenen Funktionen beschäftigt.
Bei seiner ersten Wahl ins US-Repräsentantenhaus setzte er sich mit rund 3000 Stimmen Vorsprung gegen den Republikaner Felix Grucci durch. Anschließend wurde er Vertreter des ersten New Yorker Kongressdistrikts im Repräsentantenhaus. Bishop konnte sich bei den fünf darauffolgenden Wahlen jeweils gegen seine zumeist republikanischen Gegenkandidaten durchsetzen. 2010 gewann er dabei nur knapp mit 235 Stimmen Vorsprung gegen Randy Altschuler. Im Jahr 2014 unterlag er mit 45:55 Prozent der Stimmen dem Republikaner Lee Zeldin, der ihn daraufhin am 3. Januar 2015 im Kongress ablöste.
Bishop lebt mit seiner Frau Kathryn und seinen beiden Töchtern Molly und Megan in Southampton.